# Ótimo climático do Mioceno Médio
O Ótimo Climático do Mioceno Médio (MMCO), às vezes chamado de Máximo Térmico do Mioceno Médio (MMTM), foi um intervalo de clima quente durante a época do Mioceno, especificamente nos estágios Burdigaliano e Langhiano.

## Duração
Com base na suscetibilidade magnética das sequências estratigráficas sedimentares do Mioceno na seção de Huatugou na Bacia de Qaidam [en], a MMCO durou de 17,5 a 14,5 Ma; as rochas depositadas durante esse intervalo têm alta suscetibilidade magnética devido à produção de magnetita superparamagnética e de domínio único [en] em meio às condições quentes e úmidas da época que define a MMCO.
As estimativas derivadas da paleotermometria de Mg/Ca no foraminífero bentônico Oridorsalis umbonatus sugerem que o início da MMCO ocorreu em 16,9 Ma, o pico de calor em 15,3 Ma e o fim da MMCO em 13,8 Ma.

## Clima
As temperaturas médias globais da superfície durante a MMCO foram de aproximadamente 18,4 °C, cerca de 3 °C mais quentes do que hoje e 4 °C mais quentes do que na era pré-industrial. A zona latitudinal do clima tropical foi significativamente ampliada. O gradiente climático latitudinal foi de cerca de 0,3 °C por grau de latitude. Durante os máximos de excentricidade orbital, que correspondiam às fases quentes, a lisoclina do oceano se elevou em aproximadamente 500 metros.
O Ártico não tinha gelo e era quente o suficiente para abrigar uma cobertura florestal permanente em grande parte de sua extensão. A Islândia tinha um clima úmido e subtropical.
A temperatura média anual (MAT) do Reino Unido foi de 16,9 °C. Na Europa Central, a temperatura mínima dos meses frios (mCMT) foi de pelo menos 8,0 °C e a temperatura mínima dos meses quentes (mWMT) foi de cerca de 18,3 °C, com uma MAT geral não mais fria do que 17,4 °C. A faixa de precipitação anual da Europa Central foi de 1050 a 1650 mm, com base em dados da Pedreira Hevlín, na República Tcheca. Dados climáticos da Polônia e da Bulgária sugerem um gradiente latitudinal mínimo de temperatura na Europa durante a MMCO. Florestas tropicais densas e úmidas cobriram grande parte da França, Suíça e norte da Alemanha, enquanto o sul e o centro da Espanha eram áridos e continham ambientes abertos. Na Bacia North Alpine Foreland [en] (NAFB), o ciclo hidrológico se intensificou durante a MMCO. A localidade austríaca de Stetten teve uma temperatura média de inverno de 9. 6-13,3 °C e uma temperatura média de verão de 24,7-27,9 °C, contrastando com -1,4 °C e 19,9 °C, respectivamente, no presente; as quantidades de precipitação nesse local foram de 9-24 mm no inverno e 204-236 mm no verão. Excepcionalmente, as águas do fundo da Bacia de Viena mostram um resfriamento acentuado durante a MMCO.
A localização da Zona de Convergência Intertropical (ITCZ) no verão do Hemisfério Norte mudou para o norte; como a ITCZ é a zona de máxima precipitação de monções, a precipitação trazida pela Monção de Verão do Leste Asiático (EASM) aumentou no sul da China e, ao mesmo tempo, diminuiu na Indochina. O Planalto Tibetano ficou mais úmido e mais quente em geral.
De modo geral, o oeste da América do Norte [en] ao norte de 40° N era mais úmido do que ao sul de 40° N. O interior do noroeste do Pacífico experimentou um aumento dramático na precipitação durante a MMCO por volta de 15,1 Ma. Em contraste, a região de Mojave, no oeste da América do Norte, exibiu uma tendência de secagem. Ao longo da plataforma de Nova Jersey, a MMCO não resultou em nenhum sinal climático discernível em relação a intervalos climáticos anteriores ou posteriores do Mioceno; as temperaturas aqui podem ter sido mantidas baixas por uma elevação das Montanhas Apalaches.
O norte da América do Sul desenvolveu uma maior sazonalidade em seus padrões de precipitação como consequência da migração da ZCIT para o norte durante a MMCO. O Altiplano boliviano tinha uma TMA de 21,5-21,7 ± 2,1 °C, em forte contraste com sua TMA atual de 8-9 °C, enquanto seus padrões de precipitação da MMCO eram idênticos aos atuais.
A Península do Cabo, na África do Sul, era significativamente mais quente do que hoje, e seu ambiente variava entre florestas ripárias abertas e pântanos.
Na Antártica, as temperaturas médias no verão foram de cerca de 10 °C. A área do manto de gelo da Antártica Oriental (EAIS) foi severamente reduzida, e pode ter ocupado até 25% de seu volume atual. No entanto, apesar de seu tamanho reduzido e de seu recuo para longe da costa da Antártica, o EAIS permaneceu relativamente espesso. Além disso, os mantos de gelo polar da Antártica apresentaram alta variabilidade e instabilidade durante esse período quente.
A modelagem da circulação oceânica mostra que a Circulação meridional de capotamento do Atlântico (AMOC) foi fortalecida pelo maior influxo de águas dos oceanos Pacífico e Índico devido à maior abertura dos canais do Panamá e de Tethys. Essa AMOC mais forte, por sua vez, resultou em uma camada mista [en] mais profunda. A Corrente Circumpolar Antártica (ACC) ficou mais forte com o aumento da tensão do vento de oeste e a diminuição da extensão do gelo marinho da Antártica.

## Causas
O calor global da MMCO resultou de suas concentrações elevadas de dióxido de carbono atmosférico em relação ao restante do Neogeno. Registros baseados em boro indicam que a pCO2 variou entre 300 e 500 ppm durante a MMCO. Uma estimativa de pCO2 da MMCO de 852 ± 86 ppm foi obtida de paleossolos em Railroad Canyon, Idaho. A principal causa desse alto pCO2 é geralmente aceita como sendo a atividade vulcânica elevada. A alteração hidrotérmica por diques magmáticos e soleiras de sedimentos ricos em carbono orgânico contribuiu ainda mais para o aumento do pCO2. Acredita-se que a atividade do Grupo de Basalto do Rio Columbia [en] (CRBG), uma grande província ígnea no noroeste dos Estados Unidos que emitiu 95% de seu conteúdo entre 16,7 e 15,9 Ma, seja o evento geológico dominante responsável pela MMCO. Estima-se que o CRBG tenha adicionado 4090-5670 Pg de carbono à atmosfera no total, dos quais 3000-4000 Pg foram descarregados durante as erupções do Basalto de Grande Ronde, explicando grande parte do calor anômalo da MMCO. O dióxido de carbono foi liberado diretamente da atividade vulcânica e também pela desgaseificação críptica de soleiras magmáticas intrusivas que liberaram o gás de efeito estufa dos sedimentos existentes. No entanto, a atividade do CRBG e a desgaseificação críptica não explicam suficientemente o aquecimento antes de 16,3 Ma. A atividade tectônica aprimorada levou ao aumento da desgaseificação vulcânica nas margens das placas, causando um alto aquecimento de fundo e complementando a atividade do CRBG na elevação das temperaturas.
A diminuição do albedo decorrente da redução da área da superfície terrestre coberta por desertos e da expansão das florestas foi um importante feedback positivo que aumentou o calor da MMCO.
A natureza e a magnitude do enterramento de carbono orgânico durante a MMCO são controversas. A hipótese ortodoxa sustenta que o aumento no enterramento de carbono orgânico em terras submersas pela elevação do nível do mar resultante do aumento do calor foi um importante feedback negativo que inibiu o aquecimento adicional. Essa excursão positiva de carbono é chamada de Excursão de Carbono de Monterey, que é registrada globalmente, mas principalmente no Cinturão Circum-Pacífico. A Excursão de Monterey parece envolver a MMCO, o que significa que essa excursão de carbono começou um pouco antes do ótimo climático e terminou um pouco depois dele. No entanto, trabalhos recentes desafiaram e contradisseram a Hipótese de Monterey com base em evidências que mostram que a MMCO ocorreu durante um intervalo de baixo enterramento de carbono orgânico, provavelmente devido ao aumento da decomposição bacteriana de matéria orgânica que reciclou o carbono de volta para o sistema oceano-atmosfera, e que esse nadir de enterramento de carbono orgânico contribuiu para o calor sustentado da MMCO.
A modelagem climática mostrou que ainda existem mecanismos desconhecidos de influência e retroalimentação que devem ter existido para explicar o aumento observado na temperatura durante o MMCO, pois a quantidade de dióxido de carbono conhecida na atmosfera durante o MMCO, junto com outras condições de contorno conhecidas, é insuficiente para justificar as altas temperaturas do  Mioceno Médio.
A Monção da África Ocidental se fortaleceu. O aumento da intensidade dos ventos offshore na África Ocidental e a intensificação do intemperismo continental no Norte da África causaram a expansão das zonas de oxigênio mínimo no Atlântico, ao largo da costa da África Ocidental.

## Efeitos bióticos
O mundo durante o MMCO era amplamente florestado; árvores cresciam no Ártico e até mesmo em partes da Antártica. Tundras e tundras florestadas estavam ausentes no Ártico.
O norte da América do Norte era dominado por florestas temperadas frias. O oeste da América do Norte [en] era composto principalmente por florestas mistas e perenes de folhas largas em clima temperado quente. Apesar das mudanças climáticas, os nichos dos equídeos do Oregon permaneceram inalterados ao longo do MMCO. O que hoje é o Deserto de Mojave era uma campina dominada por gramíneas C3 durante o MMCO. A América Central possuía vegetação tropical, assim como hoje. Mamíferos terrestres na região tectonicamente ativa do oeste da América do Norte experimentaram um aumento na origem de novas espécies.
Na Europa, houve uma expansão para o norte de plantas termofílicas durante o MMCO. Ao longo da costa noroeste da Paratétis Central, predominava a vegetação de floresta mesofítica mista. Na localidade de Stetten, a abundância de abetos e pinheiros aumentava durante as fases transgressivas dos ciclos transgressivo-regressivos forçados pela precessão, enquanto pântanos, muitos deles salinos e dominados por Cyperaceae, e áreas alagadas dominadas por Taxodiaceae prevaleciam durante os períodos de nível do mar mais baixo. No mar, recifes de coral conseguiram se desenvolver na Paratétis Central. Devido às florestas densas e úmidas que cobriam o centro-leste da França e o norte da Alemanha, a riqueza de espécies nessas áreas era alta, e os mamíferos eram dominados por táxons de pequeno porte, enquanto a Península Ibérica, mais árida, apresentava menor diversidade de espécies e uma relativa ausência de mamíferos de tamanho médio. Na Polônia, a Camada de Linhito do Centro da Polônia foi formada devido à abundância de vegetação produtora de turfa. Ao longo da margem ocidental da Paratétis Central, a diversidade de primatas aumentou significativamente, provavelmente devido ao mosaico único de diferentes habitats presentes na região. O gênero Procervulus [en] conseguiu diversificar seus hábitos alimentares como resultado dos efeitos do MMCO sobre a vegetação e a estrutura dos ecossistemas na Europa. A Europa também continha uma abundância de vertebrados  ectotérmicos devido ao clima muito mais quente do MMCO em comparação com o presente. Na Paratétis, a biodiversidade marinha atingiu seu pico no auge do MMCO.
O MMCO pode ter favorecido a expansão dos pongíneos para a Ásia ao criar extensas áreas contínuas de floresta subtropical, permitindo a migração desses primatas da África para a Eurásia. Houve uma dispersão simultânea de roedores rizomiíneos e ctenodactilíneos ao longo desse mesmo corredor. A dispersão de Uvaria seguiu um caminho semelhante através da Ásia e até a Australásia. No Japão, Pinus mikii prosperou devido às temperaturas mais quentes. A costa do sudoeste do Japão era predominantemente habitada por ostracodes termofílicos.
O norte da América do Sul possuía florestas tropicais perenes de folhas largas. O Deserto do Atacama já existia ao longo da costa oeste da América do Sul central e fazia transição para arbustais xerofíticos temperados e florestas e arbustais esclerófilos temperados ao sul. No leste da América do Sul, ao sul de 35° S, predominavam florestas mistas e perenes de folhas largas em clima temperado, juntamente com pradarias temperadas. O MMCO desempenhou um papel fundamental na segmentação e diversificação das faunas de mamíferos terrestres da América do Sul.
Na África, uma rápida especiação em Bicyclus [en], representando a maior radiação de borboletas satiríneas do continente, ocorreu em meio às mudanças climáticas do MMCO.

## Comparação com o aquecimento global atual
As estimativas de temperatura do MMCO de 3 a 4 °C acima da média pré-industrial são semelhantes às projetadas para o futuro pelos cenários intermediários de aquecimento global antropogênico realizados pelo Painel Intergovernamental sobre Mudanças Climáticas (IPCC). As estimativas de pCO2 futuro também são notavelmente semelhantes àquelas derivadas para o MMCO. Devido a essas muitas semelhanças, muitos paleoclimatologistas utilizam o MMCO como um análogo para o que o clima futuro da Terra pode ser. Pode-se argumentar que é o melhor de todos os possíveis análogos; o pCO2 do Plioceno mais frio já foi superado, enquanto o Eoceno mais quente teve temperaturas globais e níveis de dióxido de carbono tão altos que alcançá-los exigiria cenários que já não são mais considerados realistas ou prováveis de ocorrer.